# Pol Pots leende
Pol Pots leende är en bok av journalisten och biståndsarbetaren Peter Fröberg Idling om Kambodja, röda khmererna, Pol Pot och svenska intellektuellas kontakter med Demokratiska Kampuchea. Mottagandet av boken var överlag positivt. Den är utgiven i 10 länder inklusive Norge, Danmark, Nederländerna, Italien, Polen, Tyskland och Ryssland.
Pol Pots leende nominerades till Dagens Nyheters kulturpris 2007, 2010 till det polska Kapuscinskipriset och 2011 till det schweiziska Jan Michalski-priset. Svenska Dagbladet prisade boken som en imponerande tonträff som till fullo utnyttjade litteraturmediets förmåga att levandegöra det obegripliga. Dagens Nyheter kallade den nyskapande journalistik.
Boken innehåller skönlitterära skildringar av Pol Pots liv, liksom återgivna intervjuer och en närstudie av den svenska vänskapsföreningen för Demokratiska Kampuchea. Dess frontfigur Jan Myrdal avböjde intervju med författaren.
Rättegång mot flera av de ansvariga ledarna pågår vid Internationella domstolen i Kambodja.